# Serica somathangana
Serica somathangana är en skalbaggsart som beskrevs av Ahrens 1999. Serica somathangana ingår i släktet Serica och familjen Melolonthidae. Inga underarter finns listade i Catalogue of Life.